# Torre de Binixiquet
La Torre de Binixiquet o Bonixiquer de Sa Torre es una torre defensiva medieval situada en la urbanización de Binixíquer, en el municipio español de Mahón, en las Islas Baleares.
Ha quedado incorporada a otras viviendas del predio, pero sobresale del conjunto y conserva en su parte su parte superior las ménsulas que sostenían el parapeto de la terraza. En la actualidad, la barandilla o parapeto que debía descansar en ellas ocupa una posición más retrasada de la que tuvo, dejando las ménsulas que la sostenían solo como objeto decorativo. Las ménsulas son de forma triangular y dejaban entre ellas unos espacios por los que los defensores lanzaban objetos para su defensa. El resto de elementos defensivos han desaparecido.
Para llegar hay que tomar la carretera de Cala en Porter desde Mahón, y en el kilómetro 7 entrar a la urbanización de Binixíquer a la izquierda.
- Datos: Q18008389
- Multimedia: Torre de Binixiquet / Q18008389